# Plestiodon colimensis
Plestiodon colimensis är en ödleart som beskrevs av  Taylor 1935. Plestiodon colimensis ingår i släktet Plestiodon och familjen skinkar. IUCN kategoriserar arten globalt som otillräckligt studerad. Inga underarter finns listade i Catalogue of Life.